# La lista del console
La lista del console è un film documentario del 2009 diretto da Alessandro Rocca.
La pellicola è dedicata all'operato svolto da Pierantonio Costa durante il genocidio del Ruanda.
Allo scoppio delle violenze nell'aprile del 1994 Costa, console onorario italiano a Kigali, si adoperò per salvare le vite di cittadini occidentali e ruandesi. Dal 6 aprile al 21 luglio 1994, facendo largo uso delle proprie risorse finanziarie e del proprio ruolo diplomatico, Costa aiutò circa 2000 persone, tra cui 375 bambini.
A quindici anni di distanza dagli eventi del genocidio ruandese, La lista del console cerca di ricostruire e narrare la storia e l'operato di Costa, attraverso una serie di interviste con lo stesso Costa, i suoi familiari, e con alcuni dei superstiti salvati grazie al loro aiuto.